# Hamigera hamigera
Hamigera hamigera är en svampdjursart som först beskrevs av Schmidt 1862.  Hamigera hamigera ingår i släktet Hamigera och familjen Hymedesmiidae. Inga underarter finns listade i Catalogue of Life.

## Bildgalleri

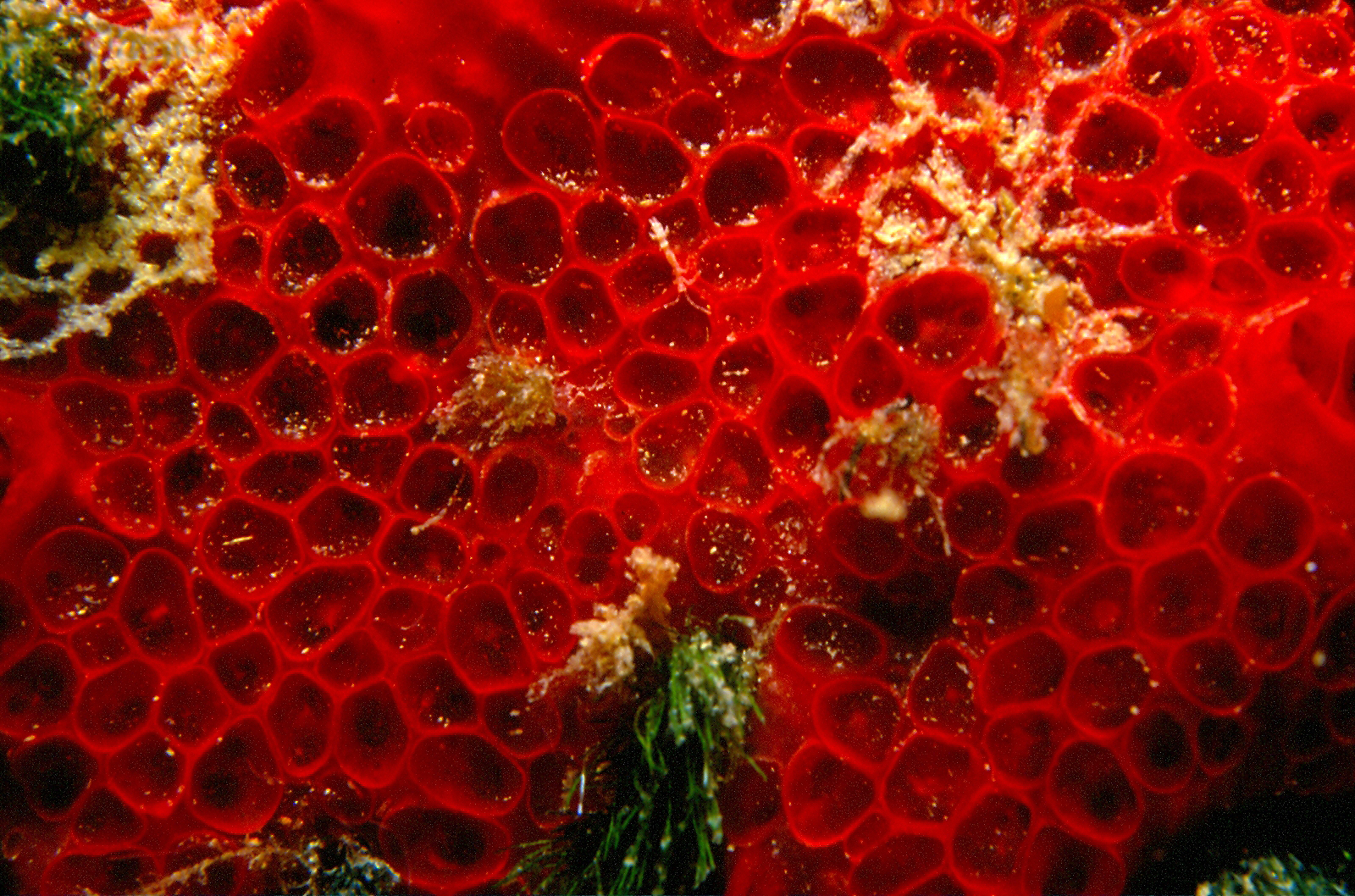
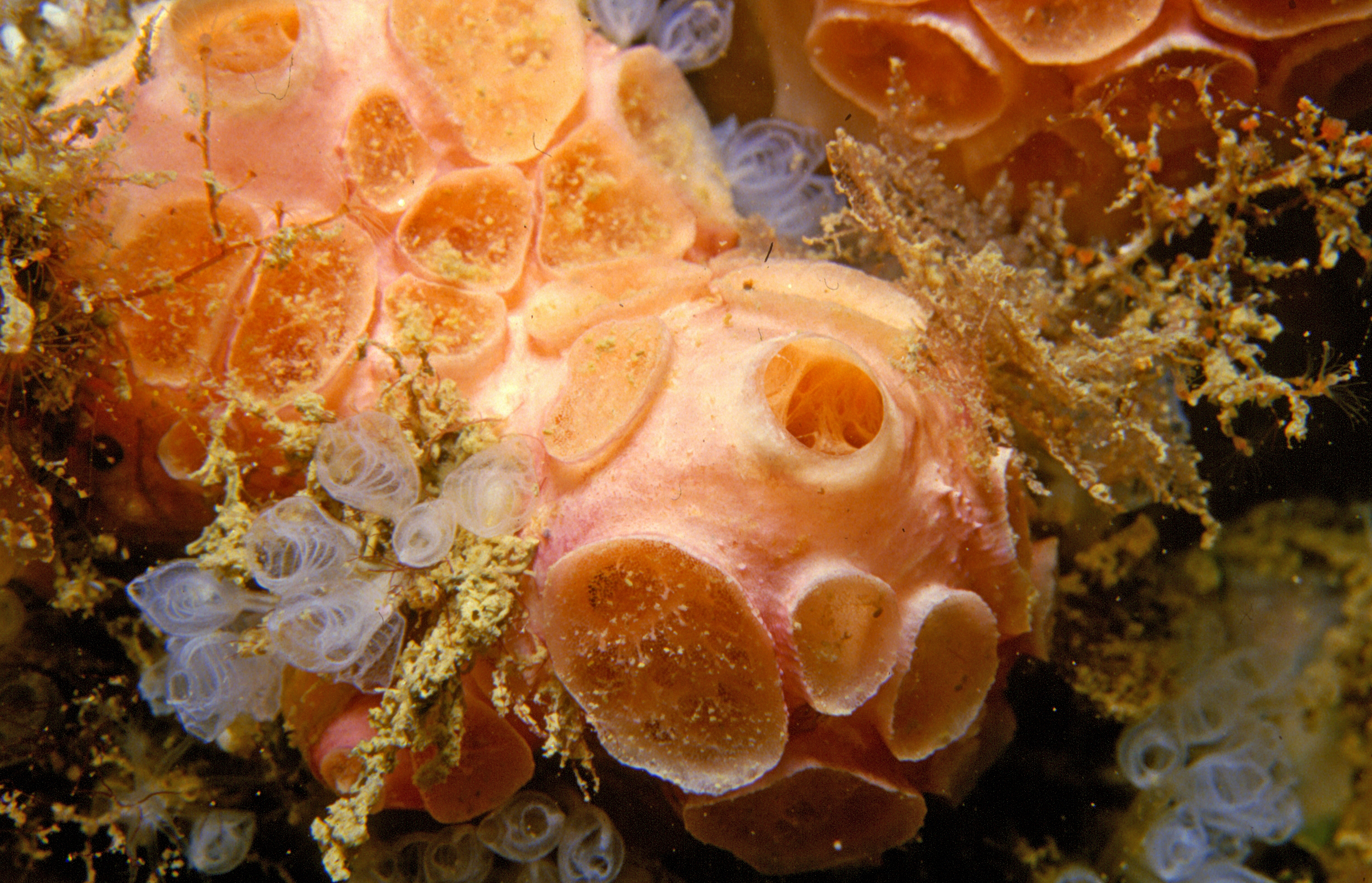